# Предмостовая (станция)
Предмостова́я (укр. Предмостова) — главная грузовая железнодорожная станция города Северодонецка. Относится к Попаснянскому отделению Донецкой железной дороги. Находится в 1 км от города в посёлке Воеводовка. Станция расположена на проходящей с севера на юг тупикововой однопутной железной дороге, к юго-востоку от станции отходит двупутная ветка к городам Лисичанску и Рубежному.

## История
Открытие состоялось 10 июля 1935 года. Ветка соединяла Северодонецк и Рубежное. Длина ветки 8 км. В составе ветки 1 мост через реку Боровая и три моста, на случай наводнения. Руководил строительством С. И. Скороход.
Сама станция была открыта в 1951 для нужд предприятий Северодонецка, в основном, для ЗАО «Северодонецкое объединение Азот».